# Уряд Островів Кука
Уряд Островів Кука — вищий орган виконавчої влади Островів Кука.

## Голова уряду
- Прем'єр-міністр — Генрі Пуна (англ. Henry Puna).
- Перший віце-прем'єр-міністр — Теарікі Хізер (англ. Teariki Heather).

## Кабінет міністрів
Склад чинного уряду подано станом на 7 грудня 2015 року.
| Логотип | Міністерство                                 | Міністр                           | Фото | Час на посаді | Час на посаді | Партія | Партія | Вебсайт |
| ------- | -------------------------------------------- | --------------------------------- | ---- | ------------- | ------------- | ------ | ------ | ------- |
|         | Міністерство внутрішніх справ                | Альберт Ніколас (Albert Nicholas) |      |               |               |        |        |         |
|         | Міністерство екології                        | Генрі Пуна (Henry Puna)           |      |               |               |        |        |         |
|         | Міністерство закордонних справ та імміграції | Генрі Пуна (Henry Puna)           |      |               |               |        |        |         |
|         | Міністерство інфраструктури                  | Теарікі Хізер (Teariki Heather)   |      |               |               |        |        |         |
|         | Міністерство культури                        | Теарікі Хізер (Teariki Heather)   |      |               |               |        |        |         |
|         | Міністерство молоді та спорту                | Альберт Ніколас (Albert Nicholas) |      |               |               |        |        |         |
|         | Міністерство морських ресурсів               | Генрі Пуна (Henry Puna)           |      |               |               |        |        |         |
|         | Міністерство освіти                          | Генрі Пуна (Henry Puna)           |      |               |               |        |        |         |
|         | Міністерство охорони здоров'я                | Нанді Глассі (Nandi Glassie)      |      |               |               |        |        |         |
|         | Міністерство сільського господарства         | Кіріау Турепу (Kiriau Turepu)     |      |               |               |        |        |         |
|         | Міністерство транспорту                      | Генрі Пуна (Henry Puna)           |      |               |               |        |        |         |
|         | Міністерство фінансів і економіки            | Марк Браун (Mark Brown)           |      |               |               |        |        |         |
|         | Міністерство юстиції                         | Нанді Глассі (Nandi Glassie)      |      |               |               |        |        |         |